# Dasineura pudibunda
Dasineura pudibunda är en tvåvingeart som först beskrevs av Osten Sacken 1862.  Dasineura pudibunda ingår i släktet Dasineura och familjen gallmyggor.
Artens utbredningsområde är District of Columbia. Inga underarter finns listade i Catalogue of Life.